# Alliance (Nebraska)
Alliance è un comune (city) degli Stati Uniti d'America e capoluogo della contea di Box Butte nello Stato del Nebraska. La popolazione era di 8.491 abitanti al censimento del 2010. Si trova nella regione delle Grandi Pianure. Alliance è la sede di Carhenge, una replica di Stonehenge costruita con automobili, che si trova a nord della città.

## Geografia fisica
Secondo lo United States Census Bureau, ha un'area totale di 4,73 mi² (12,25 km²).

## Storia
La città era originariamente chiamata Grand Lake. Quando la Chicago, Burlington and Quincy Railroad arrivò a Grand Lake nel 1888, il sovrintendente della ferrovia, G.W. Holdrege, volle cambiarlo in un semplice nome di una sola parola più vicino all'inizio dell'alfabeto, che pensava sarebbe stato meglio per gli affari. L'ufficio postale degli Stati Uniti diede il permesso a Holdrege, e scelse "Alliance" per il nuovo nome della città. Alliance fu incorporata come città nel 1891.
L'Alliance Army Airfield fu fondato nel 1942. La costruzione fu completata nell'agosto del 1943 e l'Army Air Corps ha utilizzato la struttura come base di addestramento fino alla fine della seconda guerra mondiale. La struttura è stata trasferita al governo federale della città di Alliance nel 1953 ed è attualmente in uso come Alliance Municipal Airport.
Nella lingua lakota, Alliance è conosciuta come čhasmú okáȟmi, che significa "Sand River Bend".

## Società

### Evoluzione demografica
Secondo il censimento del 2010, la popolazione era di 8.491 abitanti.

### Etnie e minoranze straniere
Secondo il censimento del 2010, la composizione etnica della città era formata dall'87,49% di bianchi, lo 0,53% di afroamericani, il 4,59% di nativi americani, lo 0,32% di asiatici, lo 0,02% di oceanici, il 4,18% di altre etnie, e il 2,86% di due o più etnie. Ispanici o latinos di qualunque etnia erano il 12,34% della popolazione.